# Påskkort

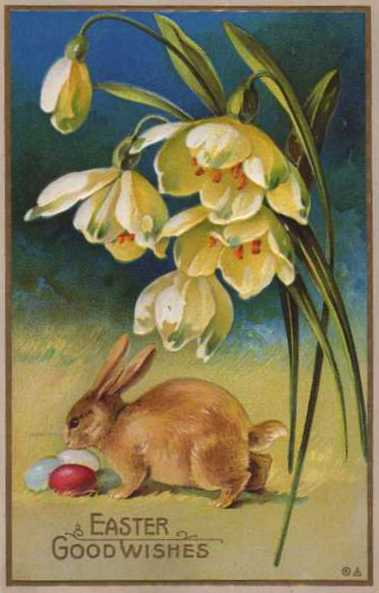
Påskkort från tidigt 1900-tal.

Påskkort är ett postkort, oftast med en kort hälsning, som skickas till släkt, vänner och bekanta vid påsk. Motivet består vanligen av kycklingar, ägg, hönor, tuppar och annat som förknippas med påsken. I Sverige och Finland är det vanligt att barn utklädda till påskkärringar delar ut handritade påskkort till grannar och bekanta. På vissa håll delas istället påskbrev ut.
Under 2000-talet har vykorten delvis ersatts med virtuella kort som skickas via internet.

## Historik
Påskkort har skickats sedan 1800-talets slut. Vid den tidpunkten var julkort och vykort redan populära. Påskkorten tillverkades inledningsvis främst i Tyskland och påskharen var ett återkommande motiv på korten. När Sverige senare började producera egna påskkort var det dock andra påskmotiv. I Finland kommer traditionen att skicka påskkort från Sverige. Det äldsta bevarade påskkortet som trycktes i Finland är från 1888.